# Czarna Żmija
Czarna Żmija (ang. The Black Adder) – brytyjski serial komediowy produkowany przez stację BBC w latach 1983–1999. Tytułowa rola przypadła aktorowi Rowan Atkinson, który wcielił się w kolejnych Edmundów członków rodu Czarnych Żmii. Akcja poszczególnych serii osadzona jest w różnych epokach historycznych, prezentując satyryczną alternatywę dziejów Wielkiej Brytanii.
Powstały cztery sześcioodcinkowe serie oraz trzy odcinki specjalne. Każda z głównych serii osadzona jest w innym kontekście historycznym:
- The Black Adder (Czarna Żmija: Konia za królestwo) – emisja w 1983 roku; akcja rozgrywa się w fikcyjnej wersji średniowiecznej Anglii.
- Blackadder II (Czarna Żmija: Głupek renesansu) – emisja w 1986 roku; osadzona w czasach elżbietańskich.
- Blackadder the Third (Czarna Żmija: Rozważny i romantyczny) – emisja w 1987 roku; akcja toczy się w okresie regencji, na początku XIX wieku.
- Blackadder Goes Forth (Czarna Żmija: Jak spędziłem I wojnę światową) – emisja w 1989 roku. Serial przenosi widzów na front zachodni I wojny światowej.

Pierwszy odcinek specjalny serii – Blackadder: The Cavalier Years (Czarna Żmija: Nonszalanckie lata) – został wyemitowany w 1988 roku w ramach akcji charytatywnej Comic Relief. Trwał 15 minut i był osadzony w realiach angielskiej wojny domowej. W tym samym roku powstał świąteczny odcinek specjalny pt. Blackadder’s Christmas Carol (Opowieść wigilijna Czarnej Żmii), będący parodią „Opowieści wigilijnej” Charlesa Dickensa; trwał 45 minut.
Ostatni odcinek specjalny, Blackadder: Back & Forth (Czarna Żmija: Tam i z powrotem), zrealizowano w 1999 roku z okazji obchodów milenijnych. Trwający 30 minut epizod miał swoją premierę w kinie zlokalizowanym w Millennium Dome w Londynie, a następnie został wyemitowany przez stacje Sky i BBC.
W 1982 roku powstał odcinek pilotażowy serialu, który nigdy nie został oficjalnie wyemitowany w telewizji.
Od 13 września 2020 roku serial jest emitowany na antenie TVP Kultura.

## Twórcy i obsada
Scenariusz pierwszej serii stworzyli Richard Curtis i Rowan Atkinson. Kolejne zostały napisane przez Richarda Curtisa i Bena Eltona. Producentem cyklu był John Lloyd. Pierwszoplanowe role odgrywali: Rowan Atkinson (w roli tytułowego bohatera, Edmunda Czarnej Żmii) oraz Tony Robinson (w roli Baldricka, sługi lub podwładnego Czarnej Żmii). Muzykę do serialu napisał Howard Goodall.
Aktorzy występujący w serialu wcielali się niejednokrotnie w kilka postaci. Głównymi, powracającymi członkami obsady byli:
- Rowan Atkinson – jako książę/lord/lokaj/kapitan Edmund Czarna Żmija, Macadder oraz Ebenezer Czarna Żmija;
- Tony Robinson – jako Baldrick oraz szeregowy Baldrick;
- Tim McInnerny – jako lord Percy Percy, kapitan Kevin Darling, lord Topper i Le Comte de Frou Frou, archidiakon Darling, Duke of Darling oraz Duc de Darling;
- Miranda Richardson – jako królowa Elżbieta I, Amy Hardwood, siostra Fletcher-Brown, królowa Asphyxia oraz lady Elżbieta;
- Hugh Laurie – jako książę Jerzy, porucznik George Colthurst St. Bartleigh, książę Ludwig Niezniszczalny, książę Pigmot, Simon „Farters Parters” Partridge (Mr Ostrich), wicehrabia George Bufton-Tufton oraz Georgius;
- Stephen Fry – jako lord Melchett, generał sir Anthony Cecil Hogmanay Melchett, książę Wellington, lord Frondo, król Karol I, biskup Flavius Melchett oraz generał Melchecus.

Patsy Byrne, mimo że zdobyła duże uznanie za rolę niani królowej Elżbiety I (we wszystkich sześciu odcinkach Głupka renesansu), nie wystąpiła w następnych seriach. Pojawiła się jedynie w Opowieści wigilijnej Czarnej Żmii, ponownie jako niania – podczas retrospekcji nawiązującej do drugiej serii serialu, a także jako jeden z potrójnych mężoidów królowej Asphyxii – w części, której akcja toczy się w przyszłości. Podobnie Helen Atkinson-Wood, która była ważną postacią w Rozważnym i romantycznym (w roli pani Miggins), nie pojawiła się w późniejszych produkcjach.
Przybycie Bena Eltona po pierwszej serii spowodowało częstsze rekrutowanie popularnych aktorów komediowych w charakterze gości. W takiej formie wystąpili: Robbie Coltrane, Rik Mayall, Adrian Edmondson, Nigel Planer, Mark Arden, Stephen Frost, Chris Barrie i Jeremy Hardy. Ponadto, jako jedyny aktor spoza wymienionej wyżej stałej obsady, w trzech ostatnich seriach pojawiał się Lee Cornes. Grał on strażnika w odcinku Chains (Głupek renesansu), poetę Shelleya w Ink and Incapability (Rozważny i romantyczny) i członka plutonu egzekucyjnego, szeregowego Frasera w odcinku Corporal Punishment (Jak spędziłem I wojnę światową).
Angaż w tych seriach otrzymało także wielu aktorów spoza nurtu komediowego, w tym John Grillo, Tom Baker, Jim Broadbent, Hugh Paddick, Kenneth Connor, Bill Wallis, Ronald Lacey, Roger Blake, Denis Lill, Warren Clarke, Miriam Margolyes. Geoffrey Palmer, który zagrał marszałka polnego sir Douglasa Haiga w Goodbyeee (Jak spędziłem I wojnę światową).
W odcinku Dish and Dishonesty (w trzeciej serii) wystąpił ponadto komentator polityczny Vincent Hanna, który odegrał postać swojego przodka. Hanna został zaproszony do zagrania w scenie wyborów uzupełniających, w których kandydatem był Baldrick. 

## Serie i odcinki specjalne

### Czarna Żmija: Konia za królestwo
Tytuł oryginalny: The Black Adder

#### Twórcy
- reżyseria: Martin Shardlow
- scenariusz: Rowan Atkinson, Richard Curtis
- zdjęcia: William Dudman
- muzyka: Howard Goodall
- scenografia: Nigel Curzon, Chris Hull

#### Obsada
- Rowan Atkinson: książę Edmund
- Tony Robinson: Baldrick
- Tim McInnerny: lord Percy Percy
- Robert East: Harry, książę Walii
- Brian Blessed: Ryszard IV
- Elspet Gray: królowa Gertruda
- Rik Mayall: szaleniec w więzieniu
- Patrick Allen: narrator

Akcja tej serii została umieszczona w średniowiecznej Anglii. Serial rozpoczyna się od bitwy na polach Bosworth (1485) wygranej przez Ryszarda III (Peter Cook) zamiast Henryka Tudora, jak to było w rzeczywistości. Ryszard III zostaje jednak omyłkowo zabity przez księcia Edmunda. Siostrzeniec zmarłego króla, Ryszard – książę Jorku (Brian Blessed), będący jednocześnie ojcem Edmunda Czarnej Żmii, zostaje koronowany jako Ryszard IV (1485–1498). Ryszard i jego żona, królowa Gertruda, mają dwóch synów:
- księcia Harry’ego – księcia Walii, księcia regenta, kapitana gwardii, wielkiego strażnika północnych i wschodnich marchii, głównego szaleńca księstwa Gloucester, wicekróla Walii, szeryfa Nottingham, markiza Środkowej Anglii, lorda nadzwyczajnego wykopków, Harbinger of the Doomed Rat (1460–1498);
- księcia Edmunda – księcia Edynburga, nadzorcę królewskich szaletów, Laird of Roxburgh, Selkirk, and Peebles, arcybiskupa Canterbury, wielkiego Grumbledook, księcia Hastings (1461–1498).

W odcinku Born to be King okazuje się, że po urodzeniu starszego syna, Harry’ego, królowa Gertruda miała romans z Donaldem McAngusem, trzecim księciem Argyll. Najprawdopodobniej owocem tego związku był Edmund. W takim przypadku byłby on bratem przyrodnim Harry’ego oraz miałby innego brata przyrodniego – lorda Dougala McAngusa, głównodowodzącego królewskiej armii.
Pod koniec serii fabuła dąży do uzgodnienia z oficjalną historią Anglii, kiedy to król Ryszard IV i cała jego rodzina zostają otruci, a Henryk Tudor ostatecznie obejmuje tron jako Henryk VII. Przystępuje on wówczas do fałszowania historycznych faktów, prezentując Ryszarda III jako potwora i wymazując panowanie Ryszarda IV z kronik.
W tej serii postać Edmunda Czarnej Żmii różni się od jej późniejszych wcieleń – główny bohater odznacza się niewielką inteligencją i polega głównie na planach Baldricka. Postać tytułowego bohatera ewoluuje w trakcie serii, kiedy zaczynają ujawniać się cechy charakterystyczne dla jego przyszłych potomków.
Czarna Żmija jest przydomkiem, który Edmund przyjął w pierwszym odcinku po odrzuceniu Czarnego Warzywa (ang. Black Vegetable). Przypuszczalnie jeden z jego potomków przyjął je jako nazwisko, przed serią Głupek renesansu, w której tytułowa postać nosi imię Edmund Czarna Żmija (ang. The Black Adder).
Richard Curtis przyznał w filmie dokumentalnym w roku 2004, że tuż przed rozpoczęciem zdjęć przyszedł do niego producent John Lloyd wraz z Rowanem Atkinsonem i zapytał, jaka jest postać Edmunda. Curtis zdał sobie wtedy sprawę, że pomimo napisania pewnej ilości zabawnego tekstu, nie ma pojęcia, jak Atkinson ma zagrać swoją rolę.

#### Lista odcinków
| 1 | The Foretelling            | Przepowiednia               | 15 czerwca 1983 |
| Ryszard III wygrywa historyczną bitwę na polach Bosworth, zostaje jednak omyłkowo zabity przez Edmunda, jego wnuka. Ten, pogardzany dotąd i stojący w cieniu brata, kreuje swój nowy wizerunek oraz nowy przydomek, co ma zapewnić mu powszechne poważanie. |                            |                             |                 |
| 2 | Born to be King            | Zrodzony na króla           | 22 czerwca 1983 |
| Starszy brat Edmunda, Harry, sprawuje tymczasowe rządy w państwie, podczas gdy król uczestniczy w wyprawie krzyżowej. Czarna Żmija dostrzega okazję, aby zagarnąć tron dla siebie – otrzymuje dowody na to, że jego brat jest bękartem. Zbliżająca się uczta staje się doskonałą sposobnością do obwieszczenia tych rewelacji i skonfrontowania ich z rzeczywistością. |                            |                             |                 |
| 3 | The Archbishop             | Arcybiskup                  | 29 czerwca 1983 |
| Kolejni arcybiskupi Canterbury przekonują bogatych szlachciców, by ci przepisywali swoje ziemie na rzecz Kościoła zamiast Korony. W rezultacie duchowni giną z rąk siepaczy króla, aż postanawia on mianować na to stanowisko kogoś zaufanego. Tym kimś ma być Edmund, który po objęciu fatalnej funkcji usiłuje uniknąć losu swoich poprzedników.                     |                            |                             |                 |
| 4 | The Queen of Spain’s Beard | Broda hiszpańskiej królowej | 6 lipca 1983    |
| Chcąc zdominować północną Europę, król Ryszard postanawia, że jeden z jego synów musi ożenić się z hiszpańską infantką. Wybór pada na Edmunda, który z pomocą służących za wszelką cenę stara się nie dopuścić do ślubu. |                            |                             |                 |
| 5 | Witchsmeller Pursuivant    | Nos na czarownice           | 13 lipca 1983   |
| W Europie rozprzestrzenia się zaraza (czarna śmierć). O sprowadzenie plagi obwinia się czarownice. Chcąc udobruchać lud, książę Harry sprowadza na dwór słynnego łowcę czarownic. Wkrótce Edmund zostaje uznany za czarownika i aresztowany. |                            |                             |                 |
| 6 | The Black Seal             | Czarna pieczęć              | 20 lipca 1983   |
| Edmund zostaje pozbawiony wszystkich tytułów i zaszczytów. Zwalnia Baldricka i Percy’ego, by następnie zwołać sześciu najgroźniejszych ludzi w całym królestwie i z ich pomocą zasiąść na angielskim tronie. |                            |                             |                 |

### Czarna Żmija: Głupek renesansu
Tytuł oryginalny: Blackadder II

#### Twórcy
- reżyseria: Mandie Fletcher
- scenariusz: Ben Elton, Richard Curtis
- zdjęcia: Ron Green
- muzyka: Howard Goodall

#### Obsada
- Rowan Atkinson: Edmund Czarna Żmija
- Tony Robinson: Baldrick
- Tim McInnerny: lord Percy Percy
- Miranda Richardson: królowa Elżbieta I
- Stephen Fry: lord Melchett
- Patsy Byrne: Nianiulek
- Rik Mayall: lord Flasheart

Akcja tej serii toczy się w Anglii za czasów panowania Elżbiety I. Głównym bohaterem jest Edmund lord Czarna Żmija, daleki potomek pierwszego Czarnej Żmii i bliski sługa królowej. Królowa (Miranda Richardson) spędza czas, dostarczając sobie rozrywki – nakazuje ścinać głowy poddanym i robi psikusy Edmundowi. Towarzystwa dotrzymują jej doradca lord Melchett (Stephen Fry) oraz niania (Patsy Byrne), nazywana Nianiulkiem. To właśnie ta odsłona Czarnej Żmii ustaliła najbardziej znany wizerunek Edmunda – sprytnego, przebiegłego i dowcipnego – zgodnie z życzeniami BBC, aby serial był zabawniejszy. Miejsce akcji jest zasadniczo podzielone między dom Czarnej Żmii, a salę tronową królowej. W każdym odcinku pojawiają się inne miejsca akcji, począwszy od pokoju człowieka dotkniętego biedą (który stanowił tło dla pierwszej sceny tego serialu), a skończywszy na niemieckim lochu. Było to spowodowane zbyt dużymi kosztami pierwszego serialu z tego cyklu, wynikającymi z rozbudowanych dekoracji i scen plenerowych.

#### Lista odcinków
Tytuły odcinków są jednosylabowymi słowami odnoszącymi się do tematu odcinka (ślub, egzekucja, podróże i odkrycia, długi, pijaństwo i uwięzienie).
| 1 | Bells  | Dzwony    | 9 stycznia 1986  |
| Lord Edmund Czarna Żmija odkrywa, że zakochał się w swoim nowym służącym – Bobie. Wkrótce okazuje się, że w rzeczywistości Bob nie jest mężczyzną, lecz przebraną kobietą o imieniu Kate. |        |           |                  |
| 2 | Head   | Głowa     | 16 stycznia 1986 |
| Królowa mianuje Czarną Żmiję królewskim katem. Odbywa się to jednak wbrew jego woli, jako że wszyscy, którzy obejmowali to stanowisko, stracili głowy. Tymczasem zbliża się termin egzekucji przyjaciela królowej – Lorda Farrowa. |        |           |                  |
| 3 | Potato | Ziemniak  | 23 stycznia 1986 |
| Aby zaimponować królowej i dowieść, że nie ustępuje w niczym słynnemu odkrywcy Walterowi Raleighowi, Czarna Żmija postanawia wynająć statek i wyruszyć na egzotyczną wyprawę. |        |           |                  |
| 4 | Money  | Pieniądze | 5 lutego 1986    |
| Dyrektor banku czarnych mnichów grozi Edmundowi torturami i śmiercią, jeśli ten nie zwróci bankowi pożyczonego tysiąca funtów. Czarna Żmija musi wymyślić sposób na szybkie zdobycie pieniędzy. |        |           |                  |
| 5 | Beer   | Piwo      | 13 lutego 1986   |
| Purytańskie wujostwo Czarnej Żmii, Białe Żmije, odwiedzają go, żeby omówić kwestię potencjalnego spadku. Wizyta przypada na czas planowanych zawodów pijackich z lordem Melchettem. Edmund usiłuje uczestniczyć w obu spotkaniach jednocześnie, tak aby wujostwo nie dowiedzieli się o przyjęciu, a Melchett o jego staraniach o pozostanie trzeźwym. |        |           |                  |
| 6 | Chains | Łańcuchy  | 20 lutego 1986   |
| Z powodu fali porwań królowa Elżbieta oświadcza (za radą Edmunda), że nie będzie już więcej płacić porywaczom żądanych przez nich okupów. Tymczasem Czarna Żmija oraz lord Melchett zostają porwani przez szalonego, niemieckiego szpiega. |        |           |                  |

### Czarna Żmija: Rozważny i romantyczny
Tytuł oryginalny: Blackadder the Third

#### Twórcy
- reżyseria: Mandie Fletcher
- scenariusz: Ben Elton, Richard Curtis
- muzyka: Howard Goodall

#### Obsada
- Rowan Atkinson: Edmund Blackadder
- Tony Robinson: Sod-off Baldrick
- Hugh Laurie: Jerzy, książę Walii, książę regent (Jerzy IV Hanowerski).
- Helen Atkinson-Wood: pani Miggins
- Tom Baker: kapitan statku
- Warren Clarke: Josiah Hardwood
- Robbie Coltrane: Samuel Johnson
- Tim McInnerny: lord Topper i Le Comte de Frou Frou
- Miranda Richardson: Amy Hardwood
- Stephen Fry: książę Wellington

Akcja serii rozgrywa się w czasach przełomu XVIII i XIX wieku. Okres ten był zwanym regencją. Przez jego większość Król Jerzy III był ubezwłasnowolniony z powodu słabego zdrowia psychicznego, a jego syn, Jerzy książę Walii, pełnił funkcję regenta. Od 1811 aż do śmierci ojca w 1820 roku był znany jako książę-regent.
W tej serii wielmożny pan E. Czarna Żmija jest służącym księcia Walii (Hugh Laurie). Edmund pomimo budzącej szacunek inteligencji i zdolności, nie dorobił się majątku. Jak opowiadał, służył on księciu całe ich życie, odkąd byli obaj karmieni piersią (pokazywał księciu, która część jego matki służy do picia). Główne miejsca akcji stanowią: duża, urządzona z przepychem kwatera księcia i mieszcząca się pod schodami kuchnia (zamieszkiwana przez Czarną Żmiję i Baldricka) oraz kawiarnia pani Miggins. Zarówno Rowan Atkinson, jak i Tony Robinson występują w swoich standardowych rolach, natomiast nowe postacie odegrali Hugh Laurie (jako książę Regent) oraz Helen Atkinson-Wood (jako pani Miggins).

#### Lista odcinków
W tej serii tytuły odcinków zawierają aliterację, nawiązując do tytułów powieści Jane Austen Rozważna i romantyczna (ang. Sens and Sensibility) oraz Duma i uprzedzenie (ang. Pride and Prejudice).
| 1 | Dish and Dishonesty  | Wielka rzepa i wielka polityka | 17 września 1987     |
| Premier Pitt Młodszy chce pozbawić księcia Regenta praw obywatelskich. Jedyną rzeczą, którą może zrobić królewski służący jest sfałszowanie wyborów. W odcinku pojawia się komentator polityczny Vincent Hanna – jako ekspert zdający relację z wyborów uzupełniających.                                                                                 |                      |                                |                      |
| 2 | Ink and Incapability | Pisma i pismaki                | 24 września 1987     |
| Samuel Johnson pragnie zdobyć patronat księcia dla swojej przełomowej książki – Słownika. Edmund przypadkowo poleca Baldrickowi spalić książkę i dlatego próbuje napisać ją od nowa w ciągu jednej nocy. |                      |                                |                      |
| 3 | Nob and Nobility     | Franca Francuska               | 1 października 1987  |
| Znudzony zachwytami mieszkańców Londynu nad ostatnią eskapadą Szkarłatnego Pryszcza, Edmund Czarna Żmija zakłada się z księciem Jerzym, że i on potrafiłby uratować francuskiego arystokratę. |                      |                                |                      |
| 4 | Sense and Senility   | Beztalencia do wzięcia         | 8 października 1987  |
| Podczas przedstawienia teatralnego ma miejsce nieudany zamach na życie księcia Jerzego. Wstrząśnięty faktem, iż nie jest kochany przez wszystkich swoich poddanych, książę postanawia zatrudnić aktora, który nauczyłby go manier i sztuki przemawiania.                                                                                                 |                      |                                |                      |
| 5 | Amy and Amiability   | Zbóje i zabóje                 | 15 października 1987 |
| Czarna Żmija odkrywa, że książę Jerzy jest bankrutem. Kiedy okazuje się, że parlament nie zatwierdzi wypłaty dodatkowych pieniędzy dla następcy tronu, Edmund obmyśla plan, dzięki któremu książę zdobędzie pieniądze. Wystarczy, że ożeni się z dziewczyną pochodzącą z bogatej rodziny. Plan Edmunda utrudnia jedynie brak chętnych do takiego ożenku. |                      |                                |                      |
| 6 | Duel and Duality     | Pukanie i pukanina             | 22 października 1987 |
| Edmund dowiaduje się, że do Londynu przybył jego szkocki kuzyn McAdder. Tymczasem po powrocie z wojny książę Wellington dowiaduje się, że książę Jerzy uwiódł jego młodą kuzynkę – postanawia więc wyzwać Jerzego na pojedynek. |                      |                                |                      |

### Czarna Żmija: Jak spędziłem I wojnę światową
Tytuł oryginalny: Blackadder Goes Forth

#### Twórcy
- reżyseria: Richard Boden
- scenariusz: Ben Elton, Richard Curtis
- muzyka: Howard Goodall

#### Obsada
- Rowan Atkinson: kapitan Edmund Czarna Żmija
- Tony Robinson: szeregowy S. Baldrick
- Hugh Laurie: porucznik George Colhurst St. Barleigh
- Tim McInnerny: kapitan Kevin Kochanie
- Stephen Fry: generał sir Anthony Cecil Hogmanay Melchett
- Gabrielle Glaister: Bob „Bobby” Parkhurst, kierowca generała (odcinek 3 i 4)
- Rik Mayall: lord Flasheart, dowódca szwadronu (odcinek 4)
- Adrian Edmondson: „czerwony baron” Manfred von Richthofen (odcinek 4)
- Miranda Richardson: pielęgniarka Marysia Fletcher-Brown (odcinek 5)
- Bill Wallis: pacjent Smith (odcinek 5)

Akcja serii ma miejsce w okopach I wojny światowej. Gdy planowane jest kolejne, wielkie natarcie, jedynym celem kapitana Czarnej Żmii jest przeżyć. Opracowuje on plan wydostania się z linii frontu. W okopach towarzyszą mu idealistyczny i nadgorliwy porucznik George oraz najgorszy na świecie kucharz, szeregowy S. Baldrick. Pomylony generał Melchett dowodzi swoimi żołnierzami z francuskiej rezydencji, w czym pomaga mu kapitan Darling (Kochanie), którego nazwisko staje się powodem wielu zabawnych sytuacji.
Na liście 100 najlepszych brytyjskich programów telewizyjnych sporządzonej przez Brytyjski Instytut Filmowy w roku 2000 Blackadder Goes Forth zajął 16. miejsce.

#### Lista odcinków
W tej serii tytuły odcinków są, z wyjątkiem ostatniego, grą słów związaną z nazwami stopni wojskowych.
| 1 | Plan A: Captain Cook        | Sztuka wojny       | 28 września 1989     |
| Generał Melchett ogłasza konkurs na projekt okładki dla magazynu Król i Ojczyzna. Edmund Czarna Żmija postanawia wziąć udział w konkursie, aby na pewien czas wydostać się z okopów. Na przeszkodzie staje jednak brak talentu artystycznego Edmunda.                                                                                  |                             |                    |                      |
| 2 | Plan B: Corporal Punishment | Rozpoznanie gnojem | 5 października 1989  |
| Z powodu panującego w okopach głodu Czarna Żmija zabija ulubionego gołębia pocztowego generała Melchetta – nakrapianego Jasia – podczas gdy ten przynosi instrukcję, iż z powodu problemów komunikacyjnych strzelanie do gołębi pocztowych jest przestępstwem i grozi postawieniem przed sądem polowym.                                |                             |                    |                      |
| 3 | Plan C: Major Star          | Sztuka kamuflażu   | 12 października 1989 |
| Chcąc podnieść morale żołnierzy, generał Melchett prosi kapitana Czarną Żmiję o zorganizowanie tradycyjnego, brytyjskiego przedstawienia muzycznego. Edmund zgadza się, dostrzegając w tym kolejną szansę na opuszczenie okopów. |                             |                    |                      |
| 4 | Plan D: Private Plane       | Czerwony baran     | 19 października 1989 |
| Kapitan Czarna Żmija, porucznik George oraz szeregowy Baldrick wstępują do brytyjskich sił powietrznych, mając nadzieję, że dzięki temu więcej czasu spędzą w klasie na szkoleniu niż na linii frontu. Szkolenie jest jednak prowadzone przez dowódcę eskadry Flashearta, który natychmiast wysyła swoich nowych podwładnych na akcję. |                             |                    |                      |
| 5 | Plan E: General Hospital    | Siostra Marysia    | 26 października 1989 |
| Kiedy generał Melchett dowiaduje się, że w szpitalu polowym działa niemiecki szpieg, wysyła kapitana Czarną Żmiję, aby odkrył jego tożsamość. Wkrótce głównym podejrzanym Edmunda zostaje pacjent mówiący z wyraźnym niemieckim akcentem.                                                                                              |                             |                    |                      |
| 6 | Plan F: Goodbyeee…          | Koniec             | 2 listopada 1989     |
| Po latach wojny pozycyjnej generał Melchett wydaje żołnierzom rozkaz do samobójczego ataku na niemieckie pozycje. Chcąc uniknąć śmierci zdesperowany kapitan Czarna Żmija usiłuje przekonać swoich zwierzchników, że oszalał. |                             |                    |                      |

### Odcinki specjalne
| 1 | Blackadder: The Cavalier Years | Czarna Żmija: Nonszalanckie lata | Mandie Fletcher | Ben Elton Richard Curtis | 5 lutego 1988   |
| Ten 15-minutowy odcinek został wyemitowany jako część Comic Relief Red Nose Day w roku 1988. Akcja toczy się w czasie angielskiej wojny domowej i rozpoczyna się w listopadzie 1648 roku. Król Karol I przegrał wojnę domową. Jedynie dwóch ludzi pozostaje lojalnych wobec niego. Jednym z nich jest sir Edmund Blackadder, jedyny potomek dynastii Czarnych Żmij, a drugim jego służący Baldrick, jedyny syn kobiety z brodą i hodowcy świń. Dają oni schronienie królowi. Podczas krótkiej nieobecności Czarnej Żmii jego rezydencję odwiedza w poszukiwaniu króla Oliver Cromwell. Z powodu niezręczności Baldricka król zostaje aresztowany. Druga scena ma miejsce w zamku Tower dwa tygodnie później. Modlitwy króla zostają przerwane przez dwie wizyty. Najpierw Cromwell przestrzega go przed własnym losem, a później Czarna Żmija, przebrany za księdza, informuje króla o planowanej ucieczce. Podczas wizyty Edmunda król otrzymuje wiadomość, że został skazany na śmierć (z kontekstu wynika, że wydarzenie umieszczono pod koniec listopada lub na początku grudnia 1648 roku, w rzeczywistości miało to miejsce 27 stycznia 1649 roku). Kiedy nadchodzi czas egzekucji, Edmund odwiedza ponownie króla i informuje go, że plany ucieczki spełzły na niczym, ale wciąż pozostaje nadzieja, ponieważ nie można znaleźć człowieka, który zechciałby ściąć króla. W tym momencie Król otrzymuje wiadomość, że kata jednak znaleziono. Okazuje się, że tą osobą jest Baldrick, który przy okazji opracował plan uratowania króla. Gdy Czarna Żmija dowiaduje się o tym, że za egzekucję Baldrick otrzymał 1000 funtów, postanawia, że zastąpi go w tym zadaniu. W dniu egzekucji król Karol pozostaje na chwilę sam ze swoim katem. Pomimo że Edmund jest w kapturze i zmienia głos, król go rozpoznaje. Gratuluje mu starań o uwolnienie jego osoby i powierza opiekę nad swoim synem, późniejszym Karolem II. Po egzekucji Czarna Żmija wraca do domu, gdzie zajmuje się małym królem. Wtedy wkraczają żołnierze Cromwella. Edmund jest na to jednak przygotowany. Wystąpili: Rowan Atkinson (Sir Edmund Blackadder), Tony Robinson (Baldrick, Esquire), Stephen Fry (Król Karol I), Warren Clarke (Oliver Cromwell) |                                |                                  |                 |                          |                 |
| 2 | Blackadder’s Christmas Carol   | Opowieść wigilijna Czarnej Żmii  | Richard Boden   | Richard Curtis Ben Elton | 23 grudnia 1988 |
| W przeciwieństwie do głównego bohatera Opowieści wigilijnej Karola Dickensa Ebenezer Blackadder jest najbardziej uprzejmym człowiekiem w Anglii. Jeden z duchów ukazuje Czarnej Żmii wyczyny jego przodków i potomków, czym przyczynia się do refleksji Ebenezera – że uprzejmość i dobroć nie przynoszą żadnych korzyści. Wystąpili: Rowan Atkinson (Ebenezer Blackadder), Tony Robinson (Baldrick), Miranda Richardson (królowa Elzbieta I, królowa Asphyxia XIX), Hugh Laurie (książę Regent, książę Pigmot), Stephen Fry (lord Frondo, lord Melchett), Robbie Coltrane (Duch Świąt), Miriam Margolyes (królowa Wiktoria), Jim Broadbent (książę Albert), Patsy Byrne (Nursie/Bernard), Denis Lill (Beadle), Pauline Melville (pani Scratchit), Philip Pope (lord Nelson). |                                |                                  |                 |                          |                 |
| 3 | Blackadder: Back & Forth       | Tam i z powrotem                 | Paul Weiland    | Ben Elton Richard Curtis | 6 grudnia 1999  |
| Odcinek ten został pierwotnie wyświetlony w Millennium Dome. Akcja toczy się na przełomie tysiącleci i przedstawia lorda Czarną Żmiję, który zakłada się ze swymi przyjaciółmi, że zbuduje wehikuł czasu. Podczas gdy miało być to jedynie oszustwo, okazuje się, że urządzenie rzeczywiście umożliwia podróż w czasie – wskutek czego Baldrick oraz Edmund trafiają do epoki dinozaurów. Próbując odnaleźć drogę powrotną do domu, przenoszą się na dwór Elżbiety I, gdzie spotykają Williama Szekspira. Odwiedzają również las Sherwood i Robin Hooda, zabijają przypadkowo Wellingtona przed bitwą pod Waterloo i trafiają w sam środek walki między rzymskimi żołnierzami a Szkotami. Dzięki Baldrickowi udaje im się wrócić do czasów współczesnych, okazuje się jednak, że ich podróż spowodowała pewne zmiany i trafili oni do francuskiej Wielkiej Brytanii, gdzie nikt nie słyszał o Robin Hoodzie. Czarna Żmija wraca do wehikułu i przywraca właściwy bieg zdarzeń. Po powrocie słyszy komentarze, że takie urządzenie byłoby niebezpieczne w nieodpowiednich rękach. To sprawia, że wpada on na pewien pomysł. W efekcie ukazuje się telewizyjna relacja: król Edmund III oraz królowa Marion z Sherwood przybywają do Millennum Dome, gdzie są witani przez premiera Baldricka. Okazuje się, że ród Czarnych Żmij ostatecznie osiągnął to, co było mu przeznaczone. Wystąpili: Rowan Atkinson (Edmund Blackadder, Centurion Blackaddecus), Tony Robinson (Baldrick, legionista Baldrickus), Hugh Laurie (Georgius), Tim McInnerny (archidiakon Darling, Duke of Darling, Duc de Darling), Stephen Fry (biskup Melchett, Wellington), Miranda Richardson (lady Elżbieta, królowa Elżbieta I), Colin Firth (William Szekspir), Rik Mayall (Robin Hood), Kate Moss (Marion). |                                |                                  |                 |                          |                 |

### Skecze

#### Blackadder and the King’s Birthday
Krótki skecz z Rowanem Atkinsonem jako Lordem Czarną Żmiją i Stephenem Fryiem jako królem Karolem II, wystawiony na gali okazji 50 urodzin księcia Walii. Pokazany w brytyjskiej telewizji ITV 14 listopada 1998 roku.

## Cytaty
Baldrick: „Mój kuzyn Bert Baldrick usłyszał kiedyś, że wszystkie obrazy wyglądają tak samo, bo są wyidealizowanymi przedstawieniami romantycznych ideałów, a nie realistycznym odzwierciedleniem idiosynkratycznych cech osobowych modeli.”